# Сетово (станция)
Сетово — железнодорожная станция в посёлке Сетово Тобольского района Тюменской области. Расположена на железнодорожной линии Войновка — Ульт-Ягун Свердловской железной дороги.
Название получила по находящемуся на северо-западе озеру Сетово.

## Движение
Осуществляется пригородное пассажирское движение Тюмень — Тобольск с остановкой в Сетово. Также осуществляется курсирование пассажирских поездов и дальнего следования (без остановки).
Железнодорожная ветка не электрифицирована, осуществляется движение тепловозами.

## Инфраструктура
Ведётся продажа билетов на пассажирские поезда. Осуществляется приёмка и выгрузка грузов. Отсюда идут двухпутные ветки к Тобольску и Тюмени.
Имеется здание вокзала.